# Луисвил (Вашингтон)
Луисвил (енгл. Lewisville) насељено је место без административног статуса у америчкој савезној држави Вашингтон.

## Демографија
По попису из 2010. године број становника је 1.722, што је 34 (2,0%) становника више него 2000. године.
| Група             | 2000.         | 2010.         |
| Белци             | 1.605 (95,1%) | 1.618 (94,0%) |
| Афроамериканци    | 4 (0,2%)      | 2 (0,1%)      |
| Азијати           | 7 (0,4%)      | 5 (0,3%)      |
| Хиспаноамериканци | 30 (1,8%)     | 46 (2,7%)     |
| Укупно            | 1.688         | 1.722         |